# Jerzy Lustyk

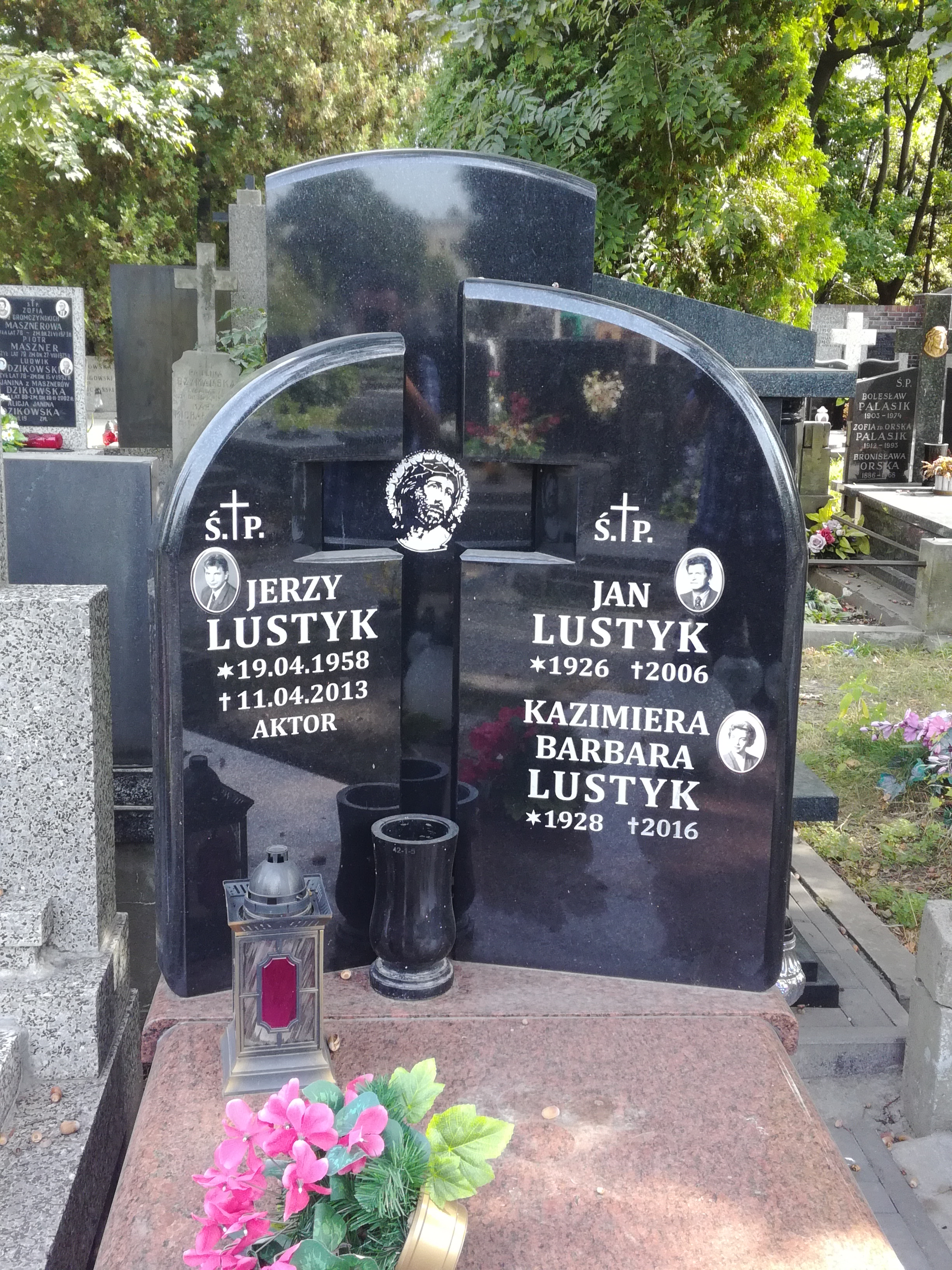
grób Jerzego Lustyka na cmentarzu Wolskim w Warszawie

Jerzy Lustyk (ur. 10 kwietnia 1958, zm. 11 kwietnia 2013 w Warszawie) – polski aktor teatralny i filmowy.
W 1983 ukończył studia aktorskie w Państwowej Wyższej Szkole Teatralnej, a następnie otrzymał angaż w Teatrze Narodowym w Warszawie, gdzie występował do 1990. Przez następny rok był związany ze sceną Teatru Na Woli.

## Dorobek filmowy
- Cień już niedaleko, jako sekretarz;
- Rośliny trujące, rola drugoplanowa;
- Czarodziej z Harlemu, jako cinkciarz;
- W labiryncie, jako Julek, scenograf TV;
- Żelazną ręką, rola drugoplanowa;
- Niech żyje miłość, jako konferansjer;
- Polski crash, jako lakiernik;
- Les Nouveaux Exploits D'Arsene Lupin, rola drugoplanowa;
- Archiwista, rola drugoplanowa;
- Marszałek Piłsudski, rola drugoplanowa.